# Leondia Kalenu
Leondia Kalenu, gr. Λεοντία Καλλένου (ur. 5 października 1994) – cypryjska lekkoatletka specjalizująca się w skoku wzwyż.
Jej pierwszą międzynarodową imprezą była gimnazjada w Dosze (2009). Rok później zajęła 4. miejsce na igrzyskach olimpijskich młodzieży oraz bez powodzenia startowała na mistrzostwach świata juniorów w Moncton. W 2011 zdobyła złoto igrzysk Wspólnoty Narodów młodzieży oraz została wicemistrzynią igrzysk małych państw Europy i olimpijskiego festiwalu młodzieży Europy. W 2012 bez awansu do finału startowała na juniorskich mistrzostwach świata. Rok później zajęła 4. miejsce podczas igrzysk śródziemnomorskich oraz była piąta na mistrzostwach Europy juniorów. W 2014 zajęła 4. miejsce na igrzyskach Wspólnoty Narodów w Glasgow.
Złota medalistka mistrzostw Cypru oraz reprezentantka kraju na drużynowych mistrzostwach Europy. Stawała na najwyższym stopniu podium mistrzostw NCAA.
Rekordy życiowe: stadion – 1,93 (15 maja 2015, Tallahassee); hala – 1,93 (13 marca 2015, Fayetteville). Obydwa te rezultaty są aktualnymi rekordami Cypru.

## Osiągnięcia
| Rok  | Impreza                                             | Miejsce         | Lokata            | Wynik (m) |
| ---- | --------------------------------------------------- | --------------- | ----------------- | --------- |
| 2009 | Gimnazjada                                          | Doha            | 5. miejsce        | 1,78      |
| 2010 | Eliminacje Europy do igrzysk olimpijskich młodzieży | Moskwa          | 5. miejsce        | 1,77      |
| 2010 | III liga drużynowych mistrzostw Europy              | Marsa           | 3. miejsce        | 1,80      |
| 2010 | Mistrzostwa świata juniorów                         | Moncton         | el. – 19. miejsce | 1,78      |
| 2010 | Igrzyska olimpijskie młodzieży                      | Singapur        | 4. miejsce        | 1,79      |
| 2011 | Igrzyska małych państw Europy                       | Schaan          | 2. miejsce        | 1,77      |
| 2011 | III liga drużynowych mistrzostw Europy              | Reykjavík       | 3. miejsce        | 1,78      |
| 2011 | Mistrzostwa świata juniorów młodszych               | Lille Metropole | el. – 14. miejsce | 1,72      |
| 2011 | Olimpijski festiwal młodzieży Europy                | Trabzon         | 2. miejsce        | 1,79      |
| 2011 | Igrzyska Wspólnoty Narodów młodzieży                | Douglas         | 1. miejsce        | 1,79      |
| 2012 | Mistrzostwa świata juniorów                         | Barcelona       | el. – 19. miejsce | 1,75      |
| 2013 | II liga drużynowych mistrzostw Europy               | Kowno           | 4. miejsce        | 1,84      |
| 2013 | Igrzyska śródziemnomorskie                          | Mersin          | 4. miejsce        | 1,87      |
| 2013 | Mistrzostwa Europy juniorów                         | Rieti           | 5. miejsce        | 1,81      |
| 2014 | Igrzyska Wspólnoty Narodów                          | Glasgow         | 4. miejsce        | 1,89      |
| 2015 | Młodzieżowe mistrzostwa Europy                      | Tallinn         | 7. miejsce        | 1,81      |
| 2016 | Igrzyska olimpijskie                                | Rio de Janeiro  | el. – 32. miejsce | 1,80      |